# 天理市歌
「天理市歌」（てんりしか）は、日本の奈良県天理市が制定した市歌である。作詞・松本昭、作曲・平井康三郎。

## 解説
1964年（昭和45年）の市制10周年を記念し、市歌と市民音頭の2部門で歌詞の懸賞募集を経て4月1日付で制定された。応募総数は182篇で、作曲は依頼によるもの。制定時にクラウンレコードがA面に市歌、B面に「天理音頭」を収録したシングル盤（規格品番：C7S-47）を製造している。
天理市役所では市歌の演奏機会について「市で開催する成人式等で使用する。また、天理駅前広場の時報としても使用している」とする。なお天理市の前身となった山辺郡、添上郡および磯城郡の3町3村では、磯城郡柳本町のみ町民歌「わが町の歌」（作詞：島岡剣石、作曲：島岡美佐保）を制定していた。